# Стецюк Катерина Ісаківна
Катери́на Іса́ківна Стецю́к (*23 листопада 1905, Шпитьки — †4 липня 2002, Київ) — український історик і педагог, родом із Київщини, доктор історичних наук, заслужений діяч науки УРСР.
Закінчила Київський інститут народної освіти (1928). Співробітник Інституту історії АН УРСР (з 1938), професор Київського педагогічного інституту (1938—1953).
Дослідник історії України другої половини 17 століття. Головні праці:
- «Вплив повстання Степана Разіна на Україну» (1947),
- «Переяславське повстання 1666 р.» (1958),
- «Народні рухи на Лівобережній і Слобідській Україні в 50 — 70-их pp. XVII в.» (1960).

За твердженням Ярослава Дзири, праці «Народні рухи на Лівобережній і Слобідській Україні» та «Вплив повстання Степана Разіна на Україну» написала не Стецюк, а репресовані історики. Їй же адміністрація передала їхні матеріали для завершення роботи.